# La Passion Lippi
 (mars 2025).
Motif : Absence de sources
- Archive Wikiwix
- Bing
- Cairn
- DuckDuckGo
- E. Universalis
- Gallica
- Google
- G. Books
- G. News
- G. Scholar
- Persée
- Qwant
- (zh) Baidu
- (ru) Yandex
- (wd) trouver des œuvres sur Wikidata

| 1. | Préciser le motif de la pose du bandeau. | Précisez le motif de la pose du bandeau en utilisant la syntaxe suivante : {{admissibilité à vérifier\|date=mai 2025\|motif=remplacez ce texte par le motif}}                         |
| 2. | Informer les utilisateurs concernés.     | Pensez à avertir le créateur de l'article, par exemple, en insérant le code ci-dessous sur sa page de discussion : {{subst:avertissement admissibilité à vérifier\|La Passion Lippi}} |

 (janvier 2022).
Si vous disposez d'ouvrages ou d'articles de référence ou si vous connaissez des sites web de qualité traitant du thème abordé ici, merci de compléter l'article en donnant les références utiles à sa vérifiabilité et en les liant à la section « Notes et références ».
Pour les articles homonymes, voir Lippi.
La Passion Lippi est un roman historique de Sophie Chauveau, le premier tome, paru en 2003, d'une trilogie centrée sur la vie à Florence au temps de la maison de Médicis.

## Présentation
La Passion Lippi, premier volume de la trilogie de Sophie Chauveau, brosse un portrait de Florence sous le règne de Cosme de Médicis à partir de la vie quotidienne des peintres de cette période, notamment de la famille de Fra Filippo Lippi qu'on retrouve aussi dans le second volume ainsi que les grands peintres florentins comme Fra Angelico.

## Résumé et contenu
En 1414, à Florence, Cosme de Médicis découvre Lippi, 8 ans, orphelin, qui dessine à merveille avec du charbon. Il le met en apprentissage chez le grand peintre Guido. Lippi devient un fidèle des lupanars. En 1428, Lippi se met à son compte et Cosme lui fait sa première commande. En 1433, tous les Médicis sont bannis de Florence. Ils vont à Padoue où Cosme obtient une commande pour Lippi qui rentre ensuite à Florence suivi, en 1434, des Médicis. Lippi forme Botticelli. En 44, Lippi va en prison pour faux en écriture puis entre en décadence. En 1456, il s'éprend d'un de ses modèles : Lucrezia, nonne de 18 ans, et lui fait Filippino, enfant du péché. Pie II pardonne ce pêché s'ils se marient. Cosme meurt en 1464 et Lippi croule sous les commandes. Il meurt en 1469 à Spolète et Filippino poursuit son œuvre.

## Résumé plus détaillé
En 1414, Cosme Médicis, 25 ans, rentre à Florence après avoir passé 2 ans à Venise et Bruges pour se marier avec Contessina Bardi. Il a un fils, Charles, né à Venise d'une esclave Nubienne. Il l'installe. Il est très ami avec le sculpteur Donatello.
Le 2/02/14 il rencontre l'enfant prodige Filipo Lippi qui dessine dans la rue avec du charbon de bois. Admiratif de ce que crée l'enfant, il le conduit chez Guido di Pietro pour qu'il le prenne comme apprenti. Filipo, orphelin, n'a pas encore mué. Il a commencé à dessiner en arrivant à Florence peu de temps auparavant. Cosme le fait entre chez les Carmes pour lui assurer le gite et le couvert.
9/08/19 Filipo fait le mur pour sortir du monastère et rejoindre les sympathiques filles des rues qui l'avaient connu quand il errait. Lorsqu'on lui demande son âge, il dit toujours avoir 10 ans. Guido lui explique qu'il convient de vieillir et ils fixent arbitrairement sa date de naissance au 9 août 1406.
28/08/19 Cosme se rend au bordel fréquenté par Filipo et y découvre qu'il y peint une somptueuse fresque.
6/03/21 Filipo découvre Masaccio (Tommaso di ser Giovanni di Mone Cassai). Il est pris d'une grande admiration pour ce peintre de 19 ans, grand et gros qui sort des sentiers battus. Masaccio timide et hautain ne voit pas ce petit apprenti qui vient tous les jours le voir travailler dès qu'il quitte son atelier. Masaccio ne vit que pour sa peinture qui "étonne" Guido. Masaccio est aimé par Donatello. Il est aussi remarqué par Bruneleschi, l'architecte génial. Masaccio adore les rouges eu point d'en inventer un. Un jour il se rend compte qu'un voleur grapille un peu de tout dans son atelier. Malgré sa peur il se cache pour surprendre le voleur. Il le voit, le poursuit, mais le perd. Il fouille et trouve une petite cabane dans un coin du jardin du monastère. Elle est couverte de Madone à la façon de Guido. Il est donc sûr que le voleur est Filipo qui lui avoue prendre depuis longtemps ce dont il a besoin pour peindre car "comment ne pas peindre ?". En effet, l'apprenti ne peint pas : il prépare les couleurs, fait les fonds, les ciels, …. Masaccio lui demande s'il le copie aussi et veut voir quoi : "non je n'oserai pas". En fait il a décoré toutes les chambres et le salon de ses amies qui l'ont élu "prince du bordel".
28/12/28 Filipo a une commande de Cosme : 3 scènes païennes au cœur de la campagne toscane. Pour Noël Cosme invite Filipo, Della Francesca et Ucello. Pierre Medicis, 12 ans, se prend d'amitité pour Filipo.
Filipo est nommé chanoine et doit enseigner l'histoire aux enfants, ce qui lui plaît.
Masaccio est tué à Rome où il était allé honorer une commande. Cosme l'append à Filipo qui fond en larmes. Il est totalement désemparé et reprend le travail de Masaccio à la chapelle Brancaci. Mais Masolino (qui travaillait avec Masaccio mais qui avait quitté son associé depuis 12 an) revient et vire Filipo du travail de la chapelle. Filipo refuse. Masolino a le droit pour lui, il est propriétaire du chantier, et le fait emprisonner. Cosme le fait délivrer.
Peu après on append à Filipo que Médicis est mort. Nouveau coup dur pour Filipo qui croit qu'il s'agit de Cosme, alors que c'est son père. Il se rend donc chez les Medicis pour s'occuper de Pierre qui le reçoit gaiement. Il découvre son erreur. Cosme est très ému que Filipo soit venu le "réconforter", car il ne connaît pas sa méprise.
Ces morts le perturbent : il s'ennuie à l'atelier, au couvent, chez les filles. Il décide de rencontrer les amis de Masaccio : Ghiberti, Donatello, Uccello. Il est apparemment bien accueilli, mais jalousé, ils médisent de lui. Il les quitte. Donatello le rattrape et s'excuse de son comportement. Il va chez Donatello où il est saisi par l'œuvre du sculpteur.
5/10/33 Filipo peint avec Diamante un St Jean Baptiste pour Catherine Strozzi la plus jeune sœur de Cosme. Elle est laide et méchante.
Les cloches se mettent à retentir bizarrement. Filipo cherche pourquoi auprès de Donatello et Ghiliberti qu'il ne trouve pas. Il se rend place du baptistère, noire de monde, où il apprend que Cosme a été emprisonné par les nobles à cause de son palais en cours de construction, beaucoup trop ostentatoire. Filipo pense que si Pierre parle au peuple qui aime les Médicis, Cosme sera peut être sauvé. Il convainc Pierre qui, malgré sa timidité, parle : la foule va défendre Cosme qui ne sera condamné qu'à 10 ans d'exil avec toute sa famille. Filipo ne le suit pas. Il préfère rester aux carmes à Florence.
17/01/34 Cosme obtient que Filipo vienne à Padoue travailler dans l'église. Les retrouvailles avec Cosme, Pierre et Jean sont touchantes. Contessina ne l'aime toujours pas, même si elle reconnaît que grâce à son sens du stratège, il a sauvé Cosme. Filipo ne veut pas loger dans le couvent qui jouxte l'église. Les pères lui louent une maisonnette qui bénéficie des services d'une byzantine, Zineba. Elle s'installe dans sa chambre et lui apprend les positions de l'amour à l'orientale.
Il adore confesser et enseigner aux enfants. Il prend comme modèle pour la madone une prostituée de Padoue, Nadia petite juive affamée. Elle n'est pas sa maîtresse, mais il la fait payer très cher par ses commanditaires. Elle tousse beaucoup et a   beaucoup d'esprit. Elle le fait rire pour la première fois de sa vie. Il lui emmène des fruits qu'il pique chez Cosme. Elle reprend du poids, tousse moins et rit toujours. Elle sait lire et est cultivée. Il passe ses journées à travailler avec Nadia et ses nuits avec Zineba. Les Médicis sont partis pour Venise. Le curé est scandalisé qu'une juive serve de modèle pour Marie, il en réfère à l'évêque qui lui apprend que Marie était juive avant d'être chrétienne. Lorsqu'il termine sa commande, il n'a plus rien à faire à Padoue d'autant qu'il a dépensé en cadeaux pour Nadia tout ce qu'il a gagné. Les Medicis lui demandent de les rejoindre à Venise mais il préfère rentrer à Florence. Il fait remettre 10 florins d'or à Nadia, une petite fortune. Elle lui écrit une fois, puis ne donne plus de nouvelles. Elle a été emportée par la tuberculose.
4/4/34 A Florence, il n'a pas de commandes. Flaminia lui prête une petite somme. Il peint à fresque le bordel qui s'est agrandi.
Au printemps on annonce que les Medicis sont graciés. Ils reviennent, Florence pavoise. Filipo reçoit des commandes. Les Medicis sont invités partout où ils passent si bien que leur voyage de retour dure longtemps. Ils n'arrivent à Sienne que 6 mois plus tard.
Filipo se pose la question du prix des œuvres : la surface bien sûr, mais aussi la création. Comment la facturer ? En tous cas il faut faire payer cher et tout de suite car l'expérience montre que les riches peuvent partir d'un jour à l'autre.
2/8/35 Retrouvailles touchantes de Cosme et Filipo. Cosme crée l'académie néoplatonicienne où va enseigner Pléthon, un grec connu à Venise. Ses élèves sont les fils Medicis, les neveux, fils d'amis, et le fils de son médecin Marsile Ficin qui est très doué, mais que Filipo hait.
Cosme fait traduire Platon et la Kabbale de l'hébreu. L'académie cultive l'individualisme. Pierre demande que Filipo assiste aux réunions. Pierre souffre de la goutte et de tous les travaux que Cosme lui impose ainsi qu'à Jean. Jean est doué pour la banque ; Pierre sera le mécène. Pour lui le modèle idéal c'est Filipo, l'hédoniste.
A 29 ans Filipo est déclaré grand peintre. Il fait payer très cher son coup de pinceau et son imagination.
Guido descend de Fiesole pour peindre San Marco. Il a intégré la technique de Masaccio. Il est le plus grand. En tant que son meilleur élève, Filipo profite de sa notoriété.
Filipo organise, avec les filles de Flaminia une grand journée hédoniste en pleine nature où Pierre est déniaisé.
25/7/44 Filipo est célèbre pour travailler d'arrache pied puis, disparaître pendant des jours. Pierre l'accompagne. Sa vie de débauche lui est nécessaire pour peindre, pour bien peindre. Il paye les dettes de jeu de Diamante, mais lui a du mal à se faire payer sauf par Cosme et Pierre.
Un de ses anciens aides, Giovanni di Francesco, l'accuse de ne pas avoir rempli son contrat pour l'aider à restaurer un Giotto, contrat pour lequel il aurait été payé. Filipo nie. Ils sont tous 2 condamnés à "l'estrapade" : supplice consistant à les jeter dans le vide attachés par les poignets. Les blessures sont terribles. Filipo croit y laisser ses mains ; il souffre terriblement et ne peut peindre pendant des mois. Il finit par guérir, mais pas la peur qu'il a eue. Il se réfugie au bordel chez Flaminia où il retrouve Uccello parti 10 ans à Venise achever les mosaïques de San Marco. Uccello aide Filipo à reprendre le chemin des ateliers.
Filipo doit faire un panneau pour Cosme. Contessina l'enferme car elle craint qu'il ne livre pas à temps selon son habitude. Au bout d'une semaine il noue des draps, s'échappe par la fenêtre et ne revient que 3 semaines plus tard. Cosme le défend : "on n'enferme pas un artiste, il doit pouvoir aller et venir pour son inspiration". Pierre l'accompagne de plus en plus voir les filles. Avec elles il sent moins ses douleurs. Mais Filipo sombre dans la peur. Il ne jouit plus ; ses étreintes sont fraternelles.
Uccello se marie. Pierre se marie à Lucrezia Tornabuceri. Elle aime bien Filipo, l'ami de Pierre. C'est une femme de tête, elle apprend à diriger les entreprises. Elle essaie de sauver Filipo de sa déchéance en lui parlant amicalement. Il s'échappe en pleurs auprès de Diamante qui le réconforte.
5/12/56 A 50 ans Filipo se demande s'il est encore capable de peindre des merveilles : non ! Mais l'académie le consacre "idéal Florentin". Il a beaucoup d'imitateurs sinon d'amis et pas mal d'envieux. On tolère ses frasques, mais ses amis Guido, Uccelleo, Cosme et Pierre le mettent en garde. Fra Angelico a fini San Marco. Mais il est fatigué, Guido va mourir d'épuisement. Cosme a passé beaucoup de temps avec lui, son grand ami. Il demande à Filipo d'assister Guido dans ses derniers moments. Filipo refuse. Cosme se fâche. Finalement Filipo se rend au chevet de son maître qui lui donne ses derniers conseils. Filipo lui administre l'extrême onction puis pour apaiser sa peine, il se jette dans le travail.
Un Carmel pour femmes vient d'ouvrir à Prato. La mère supérieure demande à Filipo un triptyque marial : l'annonciation, la nativité et l'assomption. Il demande à choisir son modèle parmi les nonnes au lieu de la choisir parmi les putains selon l'habitude. Il en voit plusieurs mais dès qu'il voit Lucrezia Butti, il sait que c'est elle.
29/1/57 Il est très intimidé et lui demande de parler. Il tombe sous son charme. Il peut commencer à peindre. Le charme est réciproque. Elle devient rapidement sa maîtresse. Il retrouve rapidement toute sa vigueur. Ils font l'amour, il peint, ils font l'amour, il peint ...
24/5/57 Lucrezia aime Filipo comme un dieu. Elle pense que faire l'amour est nécessaire pour qu'il peigne. Y a-t-il péché ? Elle ne sait. Il est son chapelain. Lui sait ! Bientôt elle se retrouve enceinte. Heureuse. Lui-aussi.
Mais une "tamburazione" les dénonce. C'est l'œuvre de ce jaloux de Giovanni di Francesco qui l'avait déjà accusé, ce qui leur avait valu l'estrapade. C'est très grave qu'un représentant de dieu ait mis la honte sur une nonne. Il y a abus de pouvoir, abus d'autorité. C'est puni par la peine capitale et la destruction de toutes les œuvres. Cosme demande à Filipo, par l'intermédiaire de Pierre, de tout nier. Filipo refuse : je l'aime ! Cosme y va lui-même et voit les 2 panneaux que Filipo a réalisé. Il est subjugué. Filipo est follement heureux. Il ne boit plus, ne va plus au bordel. Il n'est pas question qu'il abandonne Lucrezia et le bébé.
La rumeur enfle à Florence. On veut la mort du peintre, prêtre violeur ! Il finit par se rendre compte de la situation et va demander secours aux Medicis. Lucrezia Medicis et Pierre mettent au point un plan d'évasion pour une longue durée. Cosme n'est même pas informé. Pierre cache même à Filipo l'endroit où il veut le mettre à l'abri. Le lendemain ils partent. Ils sont loin. La moitié de Florence est satisfaite, l'autre frustrée de son bûcher.
12/10/57 Lucrezia grossit. Il fait très chaud. Elle commence à poser des questions sur l'accouchement ; elle voudrait voir sa mère. Filipo passe son temps en elle ! Il ne peint plus. Elle dit qu'il ne l'aime plus. Filipo lui dit que Pierre va bientôt venir avec sa Lucrezia qui lui expliquera. Mais incompréhensiblement, Filipo est mort de peur. Il recommence à boire. Pierre et sa femme arrivent. Les 2 Lucrezia sympathisent. Mais les Medicis doivent repartir. Filipo boit de plus belle et part 2 jours chez les filles. Quand il rentre il livre sa peur à Lucrezia : que l'enfant tue la mère ! Il faut qu'elle avorte, il a trop peur pour elle. Elle le fait parler de sa peur. Il hurle "Maman" ! et lui raconte. Quand il avait 8 ans sa mère a accouché seule. Lui seul était présent. Sa mère lui a réclamé de l'aider à sortir le bébé qui ne venait pas. Il a tiré, tiré, mais le bébé était mort et sa mère aussi. Il a eu peur que son père en rentrant ne le découpe avec ses couteaux de boucher et s'est enfui sur les routes de Spolète.
3 semaines plus tard, Pierre et Lucrezia reviennent. Ils trouvent Filipo plein de prévenance pour Lucrezia et l'assistant pour l'accouchement. Il sort Filipino et se met tout de suite à le dessiner.
12/5/58 8 mois s'écoulent. Pippo pousse bien mais la réclusion est de plus en plus difficile à vivre pour Filipo et Lucrezia. Les Medicis passent de temps en temps, apportant du matériel à Filipo. Ils se rendent bien compte qu'ils sont malheureux et que la création de Filipo s'en ressent. Lucrezia demande à Cosme ce qu'ils peuvent faire. Pas facile : il risque la mort. Laurent, 8 ans, très doué, entend et propose une solution : "grand père a les moyens de convaincre le pape de ne pas le tuer". Il faudra offrir 2 tableaux magnifiques de Filipo au pape. Cosme et Laurent partent pour Rome en ambassade. Le pape, Pie II, ex évêque de Sienne, ami de longue date de Cosme, est immédiatement séduit par les tableaux. Il accorde donc la grâce mais assortie de conditions "mariage et baptême et qu'ils se tiennent sages".
Tous les Medicis partent ensemble annoncer la bonne nouvelle aux Lippi.

## La trilogie
- 2003 : La Passion Lippi, Télémaque, Paris
- 2005 : Le Rêve Botticelli, Télémaque, Paris
- 2007 : L'Obsession Vinci, Télémaque, Paris